# تپه هیاری
تپه هیاری مربوط به دوره ساسانیان است و در شهرستان شوشتر، روستای گله گه واقع شده و این اثر در تاریخ ۲۲ آذر ۱۳۵۵ با شمارهٔ ثبت ۱۲۹۵ به‌عنوان یکی از آثار ملی ایران به ثبت رسیده است.